# Broken Hill
Broken Hill es una ciudad situada en el estado de Nueva Gales del Sur, Australia. Según el censo de 2021, tiene una población de 17 588 habitantes.
Está localizada cerca de la frontera con Australia del Sur, en el cruce de la Autopista Barrier (A32) y la Autopista Silver City (B79), en la Cordillera de la Barrera (Barrier Range).
La ciudad está situada a 315 metros sobre el nivel del mar, y su clima es cálido desértico, con precipitaciones medias de 250 mm. La ciudad importante más cercana es Adelaida, la capital de Australia del Sur, que se encuentra a más de 500 km al sudoeste.
Ha sido llamada "La Ciudad de la Plata, el "Oasis del Oeste" y la "Capital del Interior". Aunque está localizada a más de 1100 km al oeste de Sídney y está rodeada por el desierto, la ciudad tiene exhibiciones prominentes en parques y jardines y ofrece un gran número de atracciones, como las Esculturas Vivientes del Desierto.

## Nombre de la ciudad
Broken Hill es la ciudad minera más antigua de Australia. En 1844, el explorador Charles Sturt descubrió la región y le dio el nombre de Barrier Range (Cordillera de la Barrera) y en su diario se refirió a una colina quebrada (broken hill). Poco después, en 1883, fueron descubiertas reservas de plata en esa colina por un jinete fronterizo de nombre Charles Rasp. La "colina quebrada” que dio su nombre a Broken Hill en realidad consistía de una serie de colinas que parecían tener una fractura entre ellas. Esta "colina quebrada" ya no existe, tras haberse extraído todo el material de la mina. 
La zona era conocida originalmente como Willyama.